# 디스 워 오브 마인

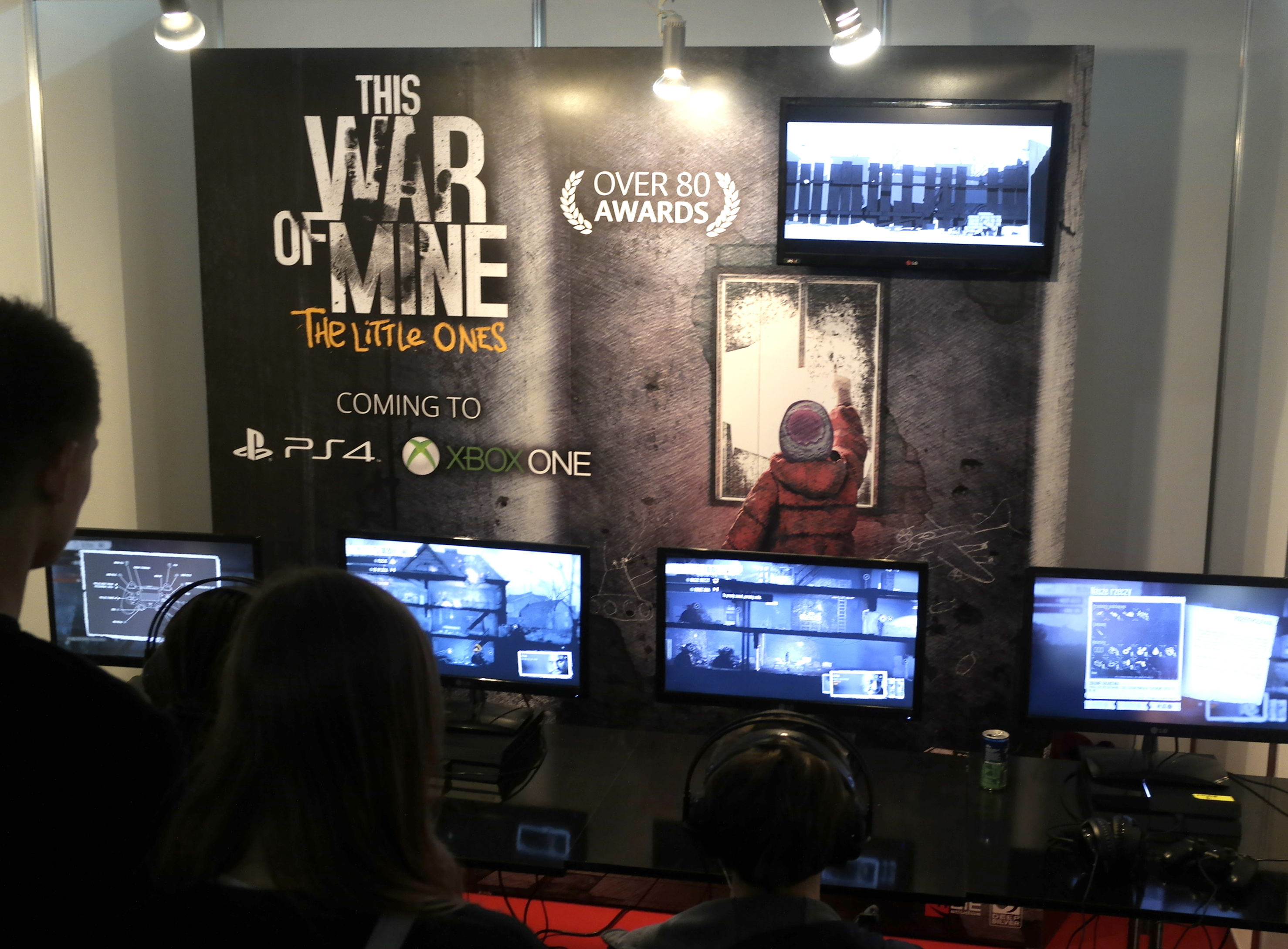
폴란드에서 2015년에 열린 Poznań Game Arena 행사에서 사람들이 This War of Mine을 플레이해보고 있다

《디스 워 오브 마인》(This War of Mine)은 11bit studio에서 개발, 유통한 전쟁 생존 게임이다. 이 게임은 1992–96년에 있었던 보스니아 내전당시 포위되었던 사라예보 지역을 모티브 삼아, "In War, not everyone is a soldier"라는 카피로 '전쟁 속의 민간인들'을 주제로 삼는다. 전쟁 상황의 군인들을 조작해 전쟁에서 승리를 이끄는 일반적인 전쟁 시뮬레이션 게임과 달리, 전쟁의 뒤편에서 고통받았던 민간인들의 생존을 그리는 게임이라는 것이 큰 특징이다. 《디스 워 오브 마인》은 2014년 11월에 마이크로소프트 윈도우, OS X, 리눅스환경에서 출시되었으며, 모바일 버전은 안드로이드와 iOS에서 2015년 7월 14일에 출시되었다. 플레이스테이션4와 Xbox One 버전은 2016년 1월 29일에 This War of Mine: The Little Ones이라는 타이틀로 출시되었다. 2018년 11월 27일 닌텐도 스위치에 This War of Mine: Complete Edition이 출시되었다.

## 평가
- TIME지 선정 2014년 베스트 게임[5]
- PC버전 메타크리틱 83점[6]
- ios버전 메타크리틱 90점[7]
- Digital Dragons Awards 2016선정 Best Polish Mobile Game of 2015[8]
- 12th International Mobile Gaming Awards 선정 Best Meaningful Play[9]
- "《디스 워 오브 마인》은 기존의 게임에서 경험해보지 못한 전쟁의 공포를 보여준다." (Anne Wernicke, Giga.de)[10]
- "이 게임은 심장이 뛰는 모든 이들이 플레이 해야만 하는 게임이다." (Justin Clark, Gamespot)[11]

기존의 전쟁 장르의 게임과는 차별화된 주제로 주목을 받았다. 전쟁 상황속의 군인이 아닌 민간인들에 주목하여, 전쟁을 미화시키거나 게임적인 수단으로써 이용하는 것이 아니라 전쟁 이면의 어두움을 게임만이 가능한 방식으로 표현해냈다는 것에 찬사를 받았다. 게임이라는 매체 자체의 새로운 가능성을 보여주었다는 평가를 받기도 했다.

## 개발 의도
제작진은 2016년 NDC에서 게임의 개발의도에 대해 밝힌 바 있다. 《디스 워 오브 마인》을 기획한 것은 '새로운 게임'을 만들고 싶다는 욕망 때문이었다. 미하일과 그의 팀은 기존의 게임과 다른 전혀 새로운 게임을 만들기 위해 아이디어를 짜냈다. 전쟁을 다루지만, 군인이 아닌 '민간인'의 이야기를 다루게 된 것 역시 이런 '클리셰 비틀기'의 일환이었다. 당시 미하일의 팀에는 10여 명의 개발자가 있었는데, 이들은 누구나 자신의 의견을 마음껏 개진할 수 있었고, 이 과정에서 나온 서로의 아이디어에 공감했다. 결국, 이들의 기획을 들은 CEO는 개발을 허가했고, 이들은 전에 만들던 게임을 잠시 내려놓은 채 《디스 워 오브 마인》의 개발에 집중하게 되었다.
이러한 기획 의도는 게임의 큰 틀과 세밀한 부분에까지 영향을 미쳤다. 드로즈도프스키 디렉터는 기획의 방향과 주제에서 벗어나지 않고 항상 집중하는 것을 주안점으로 두었다. 특히 메시지가 강한 게임이라는 성격 때문에 《디스 워 오브 마인》의 방향 설정은 무엇보다 중요했다.
제작진은 근현대 전쟁에 대한 사료, 그 중 전쟁을 겪은 개인의 경험담이나 인터뷰를 중심으로 자료 조사를 해나갔고 전쟁과 그로 인해 피해 받은 개인에 대해 알아가는 것은 제법 괴로운 작업이었다고 한다. 당시 찾은 정보들은 게임 속에 고스란히 반영되었고 극심한 자원 및 식량 부족 상태에서 외부와 단절된 채 하루하루를 겨우 버텨나가는 생생한 경험을 게이머에게 전달할 수 있었다.
드로즈도프스키 디렉터는 “전쟁을 겪는 민간인에 초점을 맞췄기 때문에 플레이어는 특별한 능력을 지니지 않으며 지닐 수도 없다. 경험치 획득을 통한 레벨업 시스템조차 없는 이유는 전쟁은 누구에게나 일어날 수 있다는 점을 인지시키고 싶었기 때문이다”라고 덧붙였다.
또 《디스 워 오브 마인》의 게이머는 전쟁이라는 어려운 상황 속에서 딜레마를 겪고 감정적으로 갈등을 느끼며 단 하나의 결정에도 의미를 부여하게 된다. 또 그 선택과 행동들에 대한 결과를 게이머 자신이 받아들이도록 설계했다. 게임이 끝나면 게이머는 플레이 로그를 복습하며 그 동안 거쳐온 선택들을 회고할 수 있다. 제작진은 전쟁 당시 생존을 위해 행했던 게이머의 선택을 타자가 비난하는 것이 아닌 스스로 겸허히 받아들이기를 바랐던 것.
《디스 워 오브 마인》이라는 제목이 나타내듯, 이 게임은 전쟁을 겪는 개인의 이야기다. 거대한 규모의 전쟁에 휘말린 개개인의 사소한 비극과 이야기가 담겨 있다. 때문에 전쟁 발발과 전시 상황, 종전, 전후의 상황이라는 큰 틀로 게임이 진행되지만 특정 인물이나 사건이 부각되는 스토리 라인은 존재하지 않는다. 게이머가 겪는 상황과 스스로 내린 결정 그리고 전쟁 중에 만난 다른 캐릭터들과의 관계를 통해 게이머 자신만의 고유한 이야기를 만들어 가도록 설계되었다.
사소한 경험 속에는 ‘죽음’ 역시 존재한다. 죽음을 피하거나 죽음에서 다시 생환하는 비현실적 요소, 혹은 추가적인 생명이 보상처럼 여겨지지 않도록, 이 게임에서의 죽음은 영구적이다. 죽음에 이르기까지 어떤 행동과 선택을 했는지를 따라가는 것 역시 훌륭한 게임 플레이의 일부라는 것이 드로즈도프스키 디렉터의 설명이다.
그는 “오랫동안 게임은 재밌고 흥미로운 자극을 주는 방법에 대해 탐구하고 실험해왔다. 하지만 게임이 아닌 다른 미디어를 보면 단순히 재미만을 위해 존재하지 않는다. 사람들은 소설, 연극, 영화, 음악 등을 순전히 즐겁기 위해 찾지 않는다. 기쁨 외에도 다양한 감정을 불러일으키는 것이 우리 게임의 목표였다”라고 전했다.
제작진은 게이머에게 전쟁에 대한 깨달음과 교훈을 가르치기 위해 《디스 워 오브 마인》을 제작한 것이 아니다. 드로즈도프스키 디렉터는 “비단 전쟁 만이 아니라 게임은 우리의 현실과 일상을 반영할 수 있다. 아주 사소한 일면, 극적인 감정, 사랑의 메시지를 전달하는 것도 가능하다. 게임은 보다 다양한 면을 담을 수 있는 매체이며 개발자들은 이를 효과적으로 전달하기 위해 기반을 다지는 것이다”라고 설명했다.

## 아트 컨셉
아트디렉터 프셰미스와프 마르샤우(Przemysław Marszał)는 2016년 NDC강연에서 아래와 같은 아트 컨셉 비화를 밝혔다.
모든 것은 작은 아이디어에서 출발하지만, 그 흐름을 게임 전반까지 가져가야 한다고 말했다. 게임 플레이뿐 아니라 비디오, 사운드, 아트까지 모든 것이 일맥상통해야 하고, 그래서 11bit studios 팀도 많은 생각을 했다고 한다. '전쟁 속의 민간인'을 보여주는데 어떻게 접근해야 할지, 그리고 그 민간인 중에서도 누구를 택할지도에 대해서 말이다. 그래서 그들이 택한 방법은 '현실적인 접근'이었다. 《디스 워 오브 마인》 안에서는 모든 게이머가 민간인이 된다. 제작진은 캐릭터가 '이 게임만을 위한 캐릭터'라는 인공적인 느낌이 나는 걸 원하지 않았다. 그러면 현실성이 떨어진다고 생각했기 때문이다.
오브젝트, 텍스처와 캐릭터, 사진 등의 모든 요소들을 하나하나 현실에 기반을 두고 만들고자 했다고 한다. 그래서 오래 걸리고 많은 노력이 필요했다. 하지만 그래야만 게이머들이 더 게임에 몰입하고 공감할 수 있을 것 같다고 생각했다고 말했다.
"가능하면 '현실적인' 게임을 만들자고 한 거죠."
《디스 워 오브 마인》 속 등장인물들의 이미지는 모두 실제 사람이 모델이다. 사전 준비나 메이크업 없이 개발하다 말고 찍은 사진들을 스캔했다고 한다. 아트디렉터 프셰미스와프 마르샤우는 자신이 게임 캐릭터 중의 하나가 되어 죽음을 맞이하는 것이 너무 끔찍하게 다가와서 종종 쉘터를 찾는 '트레이더' 프랑코의 역할로 등장했다고 한다.
《디스 워 오브 마인》의 여러 이벤트들에 등장하는 이미지 역시 실사를 찍어 가능한 한 있는 그대로의 모습을 구현하려 했다. 회사 인근에서 기본적인 카메라로 촬영한 사진을 통해, 극적이거나 아름다운 모습, 또는 양질의 모델이나 사진을 보여주는 것보다는 '현실성 있는 모습'을 구현하고 싶었다고 한다.
게임이 어떤 스타일을 가지고 있어야 할지에 대해 비주얼적인 측면을 고려했다고 한다. 그들이 원했던 샘플 중 하나는 'GIF' 형식이었다. 8~90년대 유럽에서 사용하던 기법으로, 뮤직비디오를 펜싱, 스케치 셰이더를 이용해서 연출하는 방식이다. 《디스 워 오브 마인》도 이렇게 비쳤으면 좋겠다고 생각했고, 스케치하는 느낌을 살리려 했다고 한다. 바로 이 스케치하는 느낌을 구현하기 위해서 아트팀은 일반적으로 사람들이 어떤 식으로 드로잉을 하는지, 페인팅을 하는지 연구했다. 흑색이거나 흑백으로는 셰이딩이 불가능하다는 생각해서, 밝거나 살짝 어두운 부분에 스케치하는 방법을 고안해 냈다. 사선으로 스케치를 하고, 밝은 쪽은 0.2초 텀을 두고 계속해서 맵핑을 바꾸도록 설계해서 메인 화면을 만들었다고 한다.
전장에서 쉽게 볼 수 있는 사인들도 도입해보고, '그래피티'의 힘을 사용해보려 했다고 한다. 그래피티는 하나의 예술작품이자, 민중이 무엇을 얘기하는지 알 수 있는 소통의 창구이기도 하다.그들은 자신의 아이디어를 표현하고자 하는 사람들의 작품을 활용하기로 했다. 이와 관련하게 돼서 나온 자금들은 전쟁고아를 위해 기부되었다고 한다. 뱅크시의 작품을 참고하여 스텐실 효과의 높은 대비의 느낌을 차용해 그래피티 느낌을 살리려고 했다.
UI 디자인은 높은 대비의 낡은 프린트, 폴라로이드와 같은 느낌을 주려고 했다. 대비가 보이면서도 자연스러운 사진을 만들려고 했다고 한다.
그렇게 개발하던 와중, 《디스 워 오브 마인》과 비슷한 레이아웃 디자인의 데드라이트(Deadlight)라는 게임이 출시되었다. 색도 많이 사용하고, 훨씬 더 현실적인 느낌을 주려고 했던 데드라이트와 차별화해 흑백을 좀더 많이 사용하려했다고 한다.
게임의 시점은 '사이드뷰'(Side View)를 선택했다.
"탑다운 뷰도 가능할 거고, 사이드 스크롤링에 1인칭도 가능했었죠. 그렇지만 최종적으로는 사이드뷰가 가장 적합했다고 생각해요. 탑 다운 뷰는 플레이어가 볼 수 있는 게 머리와 손 정도뿐이라 감정이 배제됩니다. 사람들의 생동감 있는 표정이 보이지 않아요. 그래서 탑 다운 뷰 방식은 제외했습니다.
1인칭 시점은, '그룹'의 느낌을 살리기 힘들어요. 쉘터에 들어가는 느낌이 안 든다고 할까.... 파괴된 집 속에서 캐릭터들이 무엇을 하는지 알 수가 없는 거죠. 누군가는 회복하고 있고, 누군가는 요리를 합니다. 누구는 도움을 주고 있고, 누구는 또 울고 있고요. 그런 집단 전체를, 집단이 생존을 위해 무엇을 하고 있는지를 볼 수 있어야 하는데 1인칭은 그게 안돼요. 그래서 우리는 '사이드뷰'를 최종적으로 선택했습니다."
그는 게임 안에 있는 요소들이 시너지효과를 발휘할 수 있어야 한다고 강조했다. 사운드나, 아트뿐 아니라 게임 플레이 등 각각의 요소들이 어우러져야하고. 사운드나 아트와 같은 곳에서 '스타일'은 메시지를 전달하는 아주 중요한 도구라고 말했다.

## 게임 플레이
《디스 워 오브 마인》은 전쟁 상황 하에 있는 민간인 그룹을 조작하는 생존 전략 게임이다. 게임은 가상의 국가 Pogoren의 포위된 도시인 Graznavia에서 진행된다. 이 게임의 가장 큰 목표는 전쟁이 끝날 때까지 생존하는 것이다. 게이머들은 캐릭터를 조작해 널려있는 도구와 자원들로 생존해나가야 한다. 대부분의 게임 캐릭터들은 군사적훈련이나 생존 훈련을 전혀 받지 않은 민간인들이기 때문에 게이머는 지속적인 개입을 통해 게임 캐릭터들이 계속 살아갈 수 있도록 해야한다. 게이머는 랜덤한 기간동안 휴전선언이 날 때까지 게임 캐릭터들의 건강, 배고픔과 기분수치를 일정한 수준으로 유지시켜야만 한다.
낮 시간 동안에는, 밖에 스나이퍼들이 곳곳에 배치되어 있기 때문에 민간인들은 밖으로 나가서는 안된다. 따라서, 낮에는 도구를 만들고, 자원을 모으고, 물물교환하고, 은신처를 강화하고, 음식을 요리하고 생존자들을 치료하는 시간을 갖는다. 밤에는, 밖으로 나가 정찰을 하거나 주변의 집을 약탈해 유용한 자원들을 구해 하루하루 생존을 위한 활동을 할 수 있다. 게이머가 조작하는 게임캐릭터들은 다른 민간인 생존자NPC들을 만날 수 있고, 도와주고 치료해주고, 선물을 주거나 도둑질하고 죽일 수 있다. 게이머는 또한 은신처안에 라디오를 설치할 수 있다. 라디오에서는 날씨주의보나 도시의 경제상황과 전쟁에 대한 유용한 정보들을 얻을 수 있어 게이머로 하여금 적절하게 은신처를 강화하고 약탈할 수 있게 한다.
게이머는 두명, 세명 또는 네명의 게임 캐릭터들로 시작할 수 있다. 게이머는 각각의 캐릭터들을 조작할 수 있고, 각각의 캐릭터의 행동들로 인해 다른 종류의 엔딩을 볼 수 있다. 맨 처음의 플레이에서는 Bruno, Pavle, Marko, Katia를 플레이 할 수 있다. 각각의 캐릭터들은 고유의 능력을 가지고 있는데, 어떤 능력은 낮에 유용하고, 어떤 능력은 밤에, 어떤 능력은 항상 유용하다. 예를 들어, 브루노는 '좋은 요리사'라는 능력을 갖고 있는데, 이 능력으로는 연료와 물을 적게 사용하여 음식을 요리할 수 있다. 총 12명의 캐릭터들이 존재한다.
시나리오 에디터가 1.3 업데이트 이후에 더해졌는데, 이는 게이머로 하여금 새로운 캐릭터를 생성하고 선택할 수 있게 했다. 에디터의 캐릭터는 환경 조건과 갈등의 길이를 변화시킨다.
게이머가 생성한 컨텐츠는 2.0 업데이트 이후로 자유롭게 스팀 워크샵에 올릴 수 있다.